# Celebrity Skin
Albums de Hole
Live Through This
(1994) Nobody's Daughter
(2010)
Celebrity Skin est le troisième album du groupe Hole sorti en 1998.

## Liste des chansons
| No  | Titre                   | Durée |
| --- | ----------------------- | ----- |
| 1.  | Celebrity Skin          | 2:42  |
| 2.  | Awful                   | 3:16  |
| 3.  | Hit So Hard             | 4:00  |
| 4.  | Malibu                  | 3:50  |
| 5.  | Reasons To Be Beautiful | 5:19  |
| 6.  | Dying                   | 3:44  |
| 7.  | Use Once & Destroy      | 5:04  |
| 8.  | Northern Star           | 4:58  |
| 9.  | Boys On The Radio       | 5:09  |
| 10. | Heaven Tonight          | 3:31  |
| 11. | Playing Your Song       | 3:21  |
| 12. | Petals                  | 5:29  |